# زمان اروپای غربی
| آبی روشن | زمان اروپای غربی (یوتی‌سی ۰۰:۰۰+)                                             |
| آبی      | زمان اروپای غربی (یوتی‌سی ۰۰:۰۰+) زمان تابستانی اروپای غربی (یوتی‌سی ۰۱:۰۰+)   |
| قرمز     | زمان اروپای مرکزی (یوتی‌سی ۰۱:۰۰+) زمان تابستانی اروپای مرکزی (یوتی‌سی ۰۲:۰۰+) |
| بژ       | زمان اروپای شرقی (یوتی‌سی ۰۲:۰۰+) ساعت تابستانی اروپای شرقی (یوتی‌سی ۰۳:۰۰+)   |
| زرد      | زمان شرق دور اروپا (یوتی‌سی ۰۳:۰۰+)                                           |
| سبز روشن | زمان مسکو (یوتی‌سی ۰۴:۰۰+)                                                    |

زمان اروپای غربی یا ساعت اروپای غربی (به انگلیسی: Western European Time) به صورت اختصاری WET منطقه زمانی (یوتی‌سی ۰۰:۰۰±) است که شمال و شمالغرب اروپا را پوشش می‌دهد.